# DNA (álbum de Little Mix)
DNA —en español: ADN— es el primer álbum de estudio del grupo británico Little Mix. Fue lanzado el 19 de noviembre de 2012 a través de Syco Music. El grupo comenzó a trabajar en la grabación del álbum en diciembre del 2011 y concluyó en septiembre del 2012. Durante todo el proceso de grabación, Little Mix trabajo con varios productores, entre ellos TMS, Future Cuy, Steve Mac, Jarrad Rogers, Richard Stannard, Ash Howes, Jon Levine, Xenomania, Fred Ball y Pegasus. El álbum fue coescrito por Little Mix y también por miembros de otros famosos grupos de chicas, incluyendo a Nicola Roberts de Girls Aloud,  Shaznay Lewis de All Saints y T -Boz de TLC.

## Antecedentes
Poco después de que Little Mix ganó la octava temporada de The X Factor, tanto Gary Barlow y Biff Stannard se rumorea que está escribiendo canciones para el álbum de debut del grupo de estudio. El 25 de enero de 2012, el grupo hizo una aparición en los National Television Awards, e interpretó la canción Don't Let Go (Love). También acompañó a los jueces de Factor X Gary Barlow y Tulisa Contostavlos al escenario para recibir el premio de Mejor Espectáculo de Talento ganado por el programa. Durante una entrevista tras bambalinas, el grupo confirmó que ellos mismos habían estado escribiendo material para su álbum debut, sin embargo todavía no había recibido ningún aporte de Gary Barlow, y que los planes para lanzar su nuevo sencillo en marzo de ese año estaban en marcha. Se anunció, poco después de que el lanzamiento del sencillo se había retrasado, y ahora no se publicará hasta agosto. El 30 de mayo de 2012, el grupo anunció a través de una transmisión en vivo a través de Twitcam que su nuevo sencillo se llama "Wings", y un fragmento de snort se estrenará en el canal 4 que la semana después de haber jugado en su sesión de filmación de Alan Carr: Chatty Man. El grupo realizó el único, por primera vez en la T4 en la playa concierto el 1 de julio de 2012. "Wings" tuvo su estreno oficial en la BBC Radio 1, el 2 de julio de 2012. El sencillo debutó en el # 1 en la lista de singles del Reino Unido el 2 de septiembre de 2012. El 17 de septiembre, obras de arte del álbum fue revelado a través de la página oficial del grupo de Facebook, que también confirmó que el segundo sencillo del álbum, "DNA", se estrenará en la radio el 1 de octubre y será lanzado oficialmente el 12 de noviembre, una semana antes de la lanzamiento del álbum. Listado del álbum pista fue revelado el 28 de septiembre de 2012, cuando fue publicado en Amazon.co.uk, junto con el enlace pre-orden para el álbum. Una versión exclusiva del álbum disponible en HMV viene con un único CD libre de "DNA".

## Promoción y lanzamiento
Little Mix comenzó su primer supervisa la campaña promocional de su álbum debut DNA, el 28 de octubre de 2012 en Sídney. El grupo apareció en The X Factor, dando una presentación en vivo de «Wings», que ya había sido lanzado en Australia. A la mañana siguiente, el grupo se presentó en Sunrise. Su gira promocional australiano duró una semana y los destinos incluidos Sídney y Melbourne. El grupo ya han planeado para una gira nacional en enero a febrero de 2013.

## Presentaciones en vivo
Little Mix interpretó Wings por primera vez en la T4 el 1 de julio. Y en el segundo episodio del programa Red Or Black, Que se emitió el 25 de agosto. El 18 de julio, el grupo realizó una sesión acústica en vivo de «Wings» en In: Demand. Ellas también se presentaron en el G-A-Y Heaven Club celebrando su primer aniversario como grupo el 18 de agosto. Las chicas de Little Mix también lanzaron una versión acústica de «Wings» a finales de agosto. El 3 de septiembre, después de alcanzar el número uno con «Wings», se presentaron en The Daybreak. El 30 de octubre y el 31 de octubre, el cuarteto realizó en The X Factor y sol respectivamente. El grupo interpretó «DNA» en vivo en los Teen Awards BBC Radio 1 de 2012, junto a «Wings». El 24 de octubre de 2012, el grupo realizó una versión a cappella de «DNA» durante una Ustream en vivo. El 16 de noviembre de 2012 Little Mix interpretó la canción «Change Your Life» en Children In Need.

## Lista de canciones
- Edición estándar

| DNA |                          |                                                              |          |  |
| N.º | Título                   | Escritor(es)                                                 | Duración |  |
| 1.  | «Wings»                  | Tom Barnes, Peter Kelleher, Ben Kohn, Iain James, Little Mix | 3:39     |  |
| 2.  | «DNA»                    | Tom Barnes, Peter Kelleher, Ben Kohn, Iain James, Little Mix | 3:56     |  |
| 3.  | «Change Your Life»       | Richard "Biff" Stannard, Tim Powell, Ash Howes, Little Mix   | 3:21     |  |
| 4.  | «Always Be Together»     | Ester Dean, Dapo Torimiro                                    | 4:26     |  |
| 5.  | «Stereo Soldier»         | Tom Barnes, Peter Kelleher, Ben Kohn, Iain James, Little Mix | 3:22     |  |
| 6.  | «Pretend It's OK»        | Brian Higgins, Luke Fitton, Miranda Cooper, Little Mix       | 3:44     |  |
| 7.  | «Turn Your Face»         | Steve Mac, Priscilla Renea                                   | 3:41     |  |
| 8.  | «We Are Who We Are»      | Steve Mac, Wayne Hector, Ina Wroldsen                        | 3:03     |  |
| 9.  | «How Ya Doin'?»          | Darren Lewis, Iyiola Babalola, Shaznay Lewis, Little Mix     | 3:12     |  |
| 10. | «Red Planet» (con T-Boz) | Jon Levine, Autumn Rowe, Tionne "T-Boz" Watkins              | 3:46     |  |
| 11. | «Going Nowhere»          | Fred Ball, Iain James, Nicola Roberts, Little Mix            | 3:45     |  |
| 12. | «Madhouse»               | Iain James, Rufio Sandilands, Rocky Morris, Little Mix       | 3:49     |  |

- Edición deluxe

| DNA —- Edición deluxe |                    |                                                                        |          |  |
| N.º                   | Título             | Escritor(es)                                                           | Duración |  |
| 13.                   | «Love Drunk»       | Paul Meehan, Tim Woodcock, Alessandro Benassi, Leigh-Anne Pinnock      | 3:35     |  |
| 14.                   | «Make You Believe» | Barnes, Kelleher, Kohn, James, Anquetill, TMS                          |          |  |
| 15.                   | «Case Closed»      | Little Mix, Robbie Lamond, Cathy Dennis, Darren Lewis, Iyiola Babalola | 3:12     |  |
| 16.                   | «DNA» (Unplugged)  | Little Mix, Kohn, James, Kelleher, Barnes                              | 4:15     |  |

- Edición Deluxe iTunes Bonus

| DNA —- Edición deluxe itunes bonus |                           |                                |          |  |
| N.º                                | Título                    | Escritor(es)                   | Duración |  |
| 13.                                | «We Are Young» (Acoustic) | Ruess, Dost, Antonoff, Bhasker | 5:12     |  |

## Posicionamiento en listas

### Semanales
| Australia         | Australian Albums Chart  | 10 |
| Bélgica (Flandes) | Ultratop 200 Albums      | 48 |
| Bélgica (Valonia) | Ultratop 200 Albums      | 87 |
| Dinamarca         | Danish Albums Chart      | 13 |
| Escocia           | Scottish Albums Chart    | 5  |
| España            | Spanish Albums Chart     | 17 |
| Estados Unidos    | Billboard 200            | 4  |
| Finlandia         | Finnish Albums Chart     | 50 |
| Irlanda           | Irish Albums Chart       | 3  |
| Noruega           | Norwegian Albums Chart   | 5  |
| Nueva Zelanda     | New Zealand Albums Chart | 14 |
| Países Bajos      | Dutch Albums Top 100     | 49 |
| Portugal          | Portuguese Albums Chart  | 30 |
| Reino Unido       | UK Albums Chart          | 3  |
| República Checa   | Czech Albums Chart       | 7  |
| Suecia            | Swedish Albums Chart     | 8  |
| Suiza             | Swiss Albums Chart       | 86 |

### Certificaciones
| País        | Organismo certificador | Certificación | Ventas certificadas | Simbolización | Ref.   |
| ----------- | ---------------------- | ------------- | ------------------- | ------------- | ------ |
| Australia   | ARIA                   | Oro           | 35 000              | ●             | [ 30 ] |
| Irlanda     | IRMA                   | Oro           | 7500                | ●             | [ 31 ] |
| Reino Unido | BPI                    | Platino       | 300 000             | ▲             | [ 32 ] |

### Anuales
| Reino Unido | UK Albums Chart | 39 |

## Fechas de lanzamiento
| País        | Fecha                   | Discográfica         |
| ----------- | ----------------------- | -------------------- |
| Irlanda     | 16 de noviembre de 2012 | Syco Music           |
| Reino Unido | 19 de noviembre de 2012 | Syco Music           |
| Australia   | 23 de noviembre de 2012 | Sony Music Australia |